# Gerhard Gehring
Gerhard Gehring (* 10. April 1945 in Unterjoch; † 26. Juni 2016 in Oberstdorf) war ein deutscher Biathlet und Skilangläufer.
Gerhard Gehring startete für den SC Fischen. Er nahm 1968 in Grenoble an den Olympischen Winterspielen teil und wurde 32. des Einzels und mit Herbert Hindelang, Theo Merkel und Xaver Kraus als Schlussläufer im Staffelrennen Neunter. 1972 trat er in Sapporo im Skilanglauf an. Über 15 Kilometer wurde er 22., über 30 Kilometer Zehnter.
Bei Deutschen Meisterschaften im Skilanglauf wurde Gehring 1970 Meister über 30 Kilometer, 1976 über 50 Kilometer und 1972 sowie 1975 mit dem SC Fischen im Staffelrennen der Vereinsmannschaften. 1969 bis 1972 und 1974 gewann er zudem die Staffeltitel mit dem Bayerischen Landesverband. Hinzu kommen weitere Titel als Bayerischer Meister.